# 尼古拉二世·伯努利
尼古拉二世·伯努利（德語：Nicolaus II Bernoulli，1695年2月6日—1726年7月31日），瑞士数学家，伯努利家族成员，約翰·伯努利的儿子，13岁入巴塞尔大学，1715年取得法学硕士学位。1725年同其弟弟丹尼尔·伯努利一起应邀到圣彼得堡去，可惜次年就死在那里。